# Dvorský soud
Dvorský soud byl královský soud v Čechách, kterému předsedal nejvyšší dvorský sudí (summus iudex curie), o němž je první dochovaná zpráva z roku 1337. Původní dvorský sudí (iudex curie), o němž je první zmínka roku 1170, zastupoval českého knížete na soudu Pražského hradu a v polovině 13. století se, v souvislosti se zúžením okruhu osob podléhajících přímo panovníkovi jen na šlechtu, začal označovat jako zemský sudí, šlo tedy o soudce šlechtického zemského soudu. Přísedícími nově konstituovaného dvorského soudu byli většinou přísedící i u komorního soudu, jehož zasedání na dvorský soud obvykle navazovalo. Spolu s ním byl také dvorský soud v rámci josefínských reforem roku 1783 zrušen.
Soud řešil spory dvořanů o dluhy a nemovitosti, spory o vnitrostátní královská léna a také odúmrti, za Karla IV. působil dočasně i jako odvolací soud pro Falc a Lužici. Agenda odúmrti mu odpadla v roce 1497, kdy se tohoto práva pro sebe i pro budoucí české krále vzdal Vladislav Jagellonský. Zbyly mu tedy již převážně jen lenní spory, pro něž vedl dvorské desky (tabulae curiae), které byly vedeny stejně jako desky zemské. Mezi jeho agendu dále patřily věci duchovních osob, které nemohly být souzeny církevními soudy, nebo zločin odboje proti právu a další těžké zločiny, za něž následovala konfiskace majetku. Přísedícími dvorského soudu byli králem jmenováni příslušníci panského stavu a původně byl na větším zemském soudu nezávislý, roli dvorského soudu se snažil posílit především Karel IV., později se však k němu bylo možné od dvorského soudu odvolat.
Kromě dvorského soudu se lény zabývalo i hejtmanství německých lén a manské soudy (chebský, loketský, kladský a dočasně i trutnovský). Na Moravě pak působil obdobný markraběcí dvorský soud, v jehož čele stál hofrychtéř (iudex curie). Ten však soudil jen lenní spory, odúmrti nevyřizoval nikdy, od počátku patřily do kompetence moravského zemského soudu. Spory o léna ovšem rozhodoval i manský soud olomouckého biskupa v Kroměříži.